# Hemigaster carinifrons
Hemigaster carinifrons är en stekelart som beskrevs av Cameron 1899. Hemigaster carinifrons ingår i släktet Hemigaster och familjen brokparasitsteklar. Inga underarter finns listade i Catalogue of Life.